# Hautasaari (ö i Kemijärvi, Rovajärvi)
Hautasaari är en ö i Finland. Den ligger i sjön Rovajärvi och i kommunen Kemijärvi i den ekonomiska regionen  Östra Lapplands ekonomiska region  och landskapet Lappland, i den norra delen av landet, 700 km norr om huvudstaden Helsingfors. Öns area är 0,8 hektar och dess största längd är 130 meter i sydöst-nordvästlig riktning.